# Isognathus mossi
Isognathus mossi är en fjärilsart som beskrevs av Clark 1916. Isognathus mossi ingår i släktet Isognathus och familjen svärmare. Inga underarter finns listade i Catalogue of Life.